# Судха Шівпурі
Судха Шивпурі (англ. Sudha Shivpuri 14 липня 1937 — 20 травня 2015) — індійська актриса театру, кіно і телебачення. Нагороджена премією Академії Сангі Натак за досягнення в галузі театру .

## Життєпис
Втративши батька в юному віці, Судха Шивпурі стала грати на сцені, аби допомогти хворій матері. У 1968 році вона вийшла заміж за театрального актора Ома Шівпури, з яким працювала в театрі в Делі. Незабаром подружжя заснувало власну театральну компанію під назвою Dishantar, у п'єсах якої (Адехе Адгурей, Туглак та Хамош Віджа Тендулькара! Адалат Ярі Хай) Ом був режисером, а Судха — провідною актрисою.
У 1974 році Судха переїхала до Бомбею, після того як її чоловік почав зніматися в Боллівуді на гінді. Їй стали надходити пропозиції ролей в кіно, і в 1977 році вона дебютувала на великому екрані у фільмі «Господар» режисера Басу Чаттерджі, виконавши роль матері головної героїні. Згодом вона зіграла в таких фільмах, як Sawan Ko Aane Do (1979), «Терези правосуддя» (1980), «Палаючий поїзд» (1980), «Всемогутній» (1982), «Наша невістка Алка» (1982), Sun Meri Laila (1983), «Пані Майя» (1993) та «Викрадена» (2003).
Після смерті чоловіка в 1990 році Судха Шивпурі зосередила всю свою увагу на ролях у телесеріалах. Серед її робіт — серіали Sheeshe Ka Ghar, Waqt Ka Dariya, Daman, Santoshi Maa, Yeh Ghar, «Обіцянка», Kis Desh Mein Hai Meraa Dil, Missing, Rishtey, Sarhadein та Bandhan. Але найвідомішою її роллю стала Баа (стара теща) в мильній опері Kyunki Saas Bhi Kabhi Bahu Thi (2000—2008), яка принесла актрисі кілька нагород.
У 2003 році вона знялася у фільмі на гінді «Пінджар» за мотивами відомого розділу роману Амріти Притам.
Судха Шивпурі перенесла інсульт 2 грудня 2013 року, що відбилося на її моторних навичках. У січні 2015 року вона знову була доставлена до лікарні, де померла 20 січня, провівши три останні дні в комі.
У актриси залишилися син Вініт, асистент режисера, і дочка Ріту, актриса.

## Нагороди
У 2009 році Судхі Шивпурі було присуджено премію «Sangeet Natak Akademi» за акторську майстерність, яку вручила Академія Sangeet Natak Akademi та Індійська національна академія музики, танцю та драми.